# Keisuke Ōsako
Keisuke Ōsako (大迫 敬介?, Ōsako Keisuke; Izumi, 28 luglio 1999) è un calciatore giapponese, portiere del Sanfrecce Hiroshima e della nazionale giapponese.

## Carriera

### Club
Ha sempre giocato nel campionato di casa.

### Nazionale
A maggio del 2019, a soli 19 anni, viene convocato in nazionale maggiore per la Copa América 2019.

## Statistiche

### Presenze e reti nei club
Statistiche aggiornate all'8 dicembre 2024.
| Stagione                   | Club                       | Campionato                 | Campionato | Campionato | Coppe nazionali | Coppe nazionali | Coppe nazionali | Coppe continentali | Coppe continentali | Coppe continentali | Altre coppe | Altre coppe | Altre coppe | Totale | Totale |
| Stagione                   | Club                       | Comp                       | Pres       | Reti       | Comp            | Pres            | Reti            | Comp               | Pres               | Reti               | Comp        | Pres        | Reti        | Pres   | Reti   |
| -------------------------- | -------------------------- | -------------------------- | ---------- | ---------- | --------------- | --------------- | --------------- | ------------------ | ------------------ | ------------------ | ----------- | ----------- | ----------- | ------ | ------ |
| 2019                       | Sanfrecce Hiroshima        | J1                         | 29         | -24        | CG+CdL          | 1+0             | -1+0            | ACL                | 4                  | 0                  | -           | -           | -           | 34     | -25    |
| 2020                       | Sanfrecce Hiroshima        | J1                         | 15         | -18        | CdL             | 1               | 0               | -                  | -                  | -                  | -           | -           | -           | 16     | -18    |
| 2021                       | Sanfrecce Hiroshima        | J1                         | 27         | -30        | CG+CdL          | 0               | 0               | -                  | -                  | -                  | -           | -           | -           | 27     | -30    |
| 2022                       | Sanfrecce Hiroshima        | J1                         | 28         | -31        | CG+CdL          | 5+8             | -3 + -7         | -                  | -                  | -                  | -           | -           | -           | 41     | -41    |
| 2023                       | Sanfrecce Hiroshima        | J1                         | 34         | -28        | CG+CdL          | 2+3             | -2 + -2         | -                  | -                  | -                  | -           | -           | -           | 39     | -32    |
| 2024                       | Sanfrecce Hiroshima        | J1                         | 38         | -43        | CG+CdL          | 2+2             | 0 + -2          | ACL-2              | 3                  | -2                 | -           | -           | -           | 45     | -47    |
| 2025                       | Sanfrecce Hiroshima        | J1                         | 0          | 0          | CG+CdL          | 0               | 0               | ACL                | 0                  | 0                  | -           | -           | -           | 0      | 0      |
| Totale Sanfrecce Hiroshima | Totale Sanfrecce Hiroshima | Totale Sanfrecce Hiroshima | 171        | -174       |                 | 24              | -17             |                    | 7                  | -2                 |             | -           | -           | 202    | -193   |
| Totale carriera            | Totale carriera            | Totale carriera            | 171        | -174       |                 | 24              | -17             |                    | 7                  | -2                 |             | -           | -           | 202    | -193   |

### Cronologia presenze e reti in nazionale
| Cronologia completa delle presenze e delle reti in nazionale ― Giappone | Cronologia completa delle presenze e delle reti in nazionale ― Giappone | Cronologia completa delle presenze e delle reti in nazionale ― Giappone | Cronologia completa delle presenze e delle reti in nazionale ― Giappone | Cronologia completa delle presenze e delle reti in nazionale ― Giappone | Cronologia completa delle presenze e delle reti in nazionale ― Giappone | Cronologia completa delle presenze e delle reti in nazionale ― Giappone | Cronologia completa delle presenze e delle reti in nazionale ― Giappone |
| Data                                                                    | Città                                                                   | In casa                                                                 | Risultato                                                               | Ospiti                                                                  | Competizione                                                            | Reti                                                                    | Note                                                                    |
| ----------------------------------------------------------------------- | ----------------------------------------------------------------------- | ----------------------------------------------------------------------- | ----------------------------------------------------------------------- | ----------------------------------------------------------------------- | ----------------------------------------------------------------------- | ----------------------------------------------------------------------- | ----------------------------------------------------------------------- |
| 18-6-2019                                                               | San Paolo                                                               | Giappone                                                                | 0 – 4                                                                   | Cile                                                                    | Coppa America 2019 - 1º turno                                           | -4                                                                      |                                                                         |
| 14-12-2019                                                              | Busan                                                                   | Giappone                                                                | 5 – 0                                                                   | Hong Kong                                                               | Coppa dell'Asia orientale 2019                                          | -                                                                       |                                                                         |
| 24-7-2022                                                               | Toyota                                                                  | Giappone                                                                | 0 – 0                                                                   | Cina                                                                    | Coppa dell'Asia orientale 2022                                          | -                                                                       |                                                                         |
| 15-6-2023                                                               | Toyota                                                                  | Giappone                                                                | 6 – 0                                                                   | El Salvador                                                             | Amichevole                                                              | -                                                                       |                                                                         |
| 9-9-2023                                                                | Wolfsburg                                                               | Germania                                                                | 1 – 4                                                                   | Giappone                                                                | Amichevole                                                              | -1                                                                      |                                                                         |
| 13-10-2023                                                              | Niigata                                                                 | Giappone                                                                | 4 – 1                                                                   | Canada                                                                  | Amichevole                                                              | -1                                                                      |                                                                         |
| 16-11-2023                                                              | Suita                                                                   | Giappone                                                                | 5 – 0                                                                   | Birmania                                                                | Qual. Mondiali 2026                                                     | -                                                                       | 81’                                                                     |
| 11-6-2024                                                               | Hiroshima                                                               | Giappone                                                                | 5 – 0                                                                   | Siria                                                                   | Qual. Mondiali 2026                                                     | -                                                                       | 76’                                                                     |
| 10-6-2025                                                               | Suita                                                                   | Giappone                                                                | 6 – 0                                                                   | Indonesia                                                               | Qual. Mondiali 2026                                                     | -                                                                       |                                                                         |
| 15-7-2025                                                               | Yongin                                                                  | Corea del Sud                                                           | 0 – 1                                                                   | Giappone                                                                | Coppa dell'Asia orientale 2025                                          | -                                                                       |                                                                         |
| Totale                                                                  |                                                                         | Presenze                                                                | 10                                                                      |                                                                         | Reti                                                                    | -6                                                                      |                                                                         |

| Cronologia completa delle presenze e delle reti in nazionale ― Giappone under 23 | Cronologia completa delle presenze e delle reti in nazionale ― Giappone under 23 | Cronologia completa delle presenze e delle reti in nazionale ― Giappone under 23 | Cronologia completa delle presenze e delle reti in nazionale ― Giappone under 23 | Cronologia completa delle presenze e delle reti in nazionale ― Giappone under 23 | Cronologia completa delle presenze e delle reti in nazionale ― Giappone under 23 | Cronologia completa delle presenze e delle reti in nazionale ― Giappone under 23 | Cronologia completa delle presenze e delle reti in nazionale ― Giappone under 23 |
| Data                                                                             | Città                                                                            | In casa                                                                          | Risultato                                                                        | Ospiti                                                                           | Competizione                                                                     | Reti                                                                             | Note                                                                             |
| -------------------------------------------------------------------------------- | -------------------------------------------------------------------------------- | -------------------------------------------------------------------------------- | -------------------------------------------------------------------------------- | -------------------------------------------------------------------------------- | -------------------------------------------------------------------------------- | -------------------------------------------------------------------------------- | -------------------------------------------------------------------------------- |
| 6-9-2019                                                                         | Celaya                                                                           | Messico under 23                                                                 | 0 – 0                                                                            | Giappone under 23                                                                | Amichevole                                                                       | -                                                                                |                                                                                  |
| 14-10-2019                                                                       | Recife                                                                           | Brasile under 23                                                                 | 2 – 3                                                                            | Giappone under 23                                                                | Amichevole                                                                       | -2                                                                               | 67’                                                                              |
| 17-11-2019                                                                       | Hiroshima                                                                        | Giappone under 23                                                                | 0 – 2                                                                            | Colombia under 23                                                                | Amichevole                                                                       | -2                                                                               |                                                                                  |
| 9-1-2020                                                                         | Rangsit                                                                          | Giappone under 23                                                                | 1 – 2                                                                            | Arabia Saudita under 23                                                          | Coppa d'Asia AFC Under-23 2020                                                   | -2                                                                               |                                                                                  |
| 12-1-2020                                                                        | Rangsit                                                                          | Siria under 23                                                                   | 2 – 1                                                                            | Giappone under 23                                                                | Coppa d'Asia AFC Under-23 2020                                                   | -2                                                                               |                                                                                  |
| 15-1-2020                                                                        | Bangkok                                                                          | Qatar under 23                                                                   | 1 – 1                                                                            | Giappone under 23                                                                | Coppa d'Asia AFC Under-23 2020                                                   | -1                                                                               |                                                                                  |
| 26-3-2021                                                                        | Chōfu                                                                            | Giappone under 23                                                                | 0 – 1                                                                            | Argentina under 23                                                               | Amichevole                                                                       | -1                                                                               |                                                                                  |
| 17-7-2021                                                                        | Kōbe                                                                             | Giappone under 23                                                                | 1 – 1                                                                            | Spagna under 23                                                                  | Amichevole                                                                       | -1                                                                               | 46’                                                                              |
| Totale                                                                           |                                                                                  | Presenze                                                                         | 8                                                                                |                                                                                  | Reti                                                                             | -11                                                                              |                                                                                  |

| Cronologia completa delle presenze e delle reti in nazionale ― Giappone under 20 | Cronologia completa delle presenze e delle reti in nazionale ― Giappone under 20 | Cronologia completa delle presenze e delle reti in nazionale ― Giappone under 20 | Cronologia completa delle presenze e delle reti in nazionale ― Giappone under 20 | Cronologia completa delle presenze e delle reti in nazionale ― Giappone under 20 | Cronologia completa delle presenze e delle reti in nazionale ― Giappone under 20 | Cronologia completa delle presenze e delle reti in nazionale ― Giappone under 20 | Cronologia completa delle presenze e delle reti in nazionale ― Giappone under 20 |
| Data                                                                             | Città                                                                            | In casa                                                                          | Risultato                                                                        | Ospiti                                                                           | Competizione                                                                     | Reti                                                                             | Note                                                                             |
| -------------------------------------------------------------------------------- | -------------------------------------------------------------------------------- | -------------------------------------------------------------------------------- | -------------------------------------------------------------------------------- | -------------------------------------------------------------------------------- | -------------------------------------------------------------------------------- | -------------------------------------------------------------------------------- | -------------------------------------------------------------------------------- |
| 25-3-2018                                                                        | Giacarta                                                                         | Indonesia under 20                                                               | 1 – 4                                                                            | Giappone under 20                                                                | Amichevole                                                                       | -                                                                                | 81’                                                                              |
| 25-10-2018                                                                       | Cibinong                                                                         | Giappone under 20                                                                | 5 – 0                                                                            | Iraq under 20                                                                    | Coppa d'Asia AFC Under-19 2018                                                   | -                                                                                |                                                                                  |
| 21-3-2019                                                                        | Łódź                                                                             | Polonia under 20                                                                 | 4 – 1                                                                            | Giappone under 20                                                                | Amichevole                                                                       | -1                                                                               | 46’                                                                              |
| 23-3-2019                                                                        | San Pedro del Pinatar                                                            | Argentina under 20                                                               | 1 – 0                                                                            | Giappone under 20                                                                | Amichevole                                                                       | -1                                                                               |                                                                                  |
| Totale                                                                           |                                                                                  | Presenze                                                                         | 5                                                                                |                                                                                  | Reti                                                                             | -2                                                                               |                                                                                  |

## Palmarès

### Club

#### Competizioni nazionali
- Coppa J. League: 1

Sanfrecce Hiroshima: 2022
- Supercoppa del Giappone: 1

Sanfrecce Hiroshima: 2025

### Nazionale
- Coppa dell'Asia orientale: 1

2022

### Individuale
- Squadra del campionato giapponese: 1

2024